# 케일리의 정리
군론에서 케일리의 정리(Cayley's theorem)는 모든 군이 대칭군의 부분군과 동형이라는 정리이다. 아서 케일리의 이름을 땄다. 케일리의 정리는 주어진 군과 동형인 순열군을 직접 구성함으로써 증명할 수 있는데, 이를 정칙표현(正則表現)이라고 한다.
집합 {\displaystyle G} 위의 순열이란 {\displaystyle G}에서 {\displaystyle G}로 가는 전단사이다. {\displaystyle G} 위의 모든 순열은 함수의 합성을 연산으로 하는 군을 이루고, 이 군을 {\displaystyle G} 위의 대칭군이라 하며 {\displaystyle \operatorname {Sym} (G)}라 쓴다. 케일리의 정리는 모든 군이 대칭군의 부분군인 순열군과 같은 구조임을 알려준다. 따라서 순열군에 관한 정리들은 모든 군에 대해서 성립한다. 다만 알퍼린과 벨에 따르면 “유한군이 대칭군에 묻힐 수 있다는 사실은 대체로 유한군의 연구 방법에 영향을 끼치지 않았다”.
케일리의 정리의 표준적인 증명에서 사용하는 정칙표현은 {\displaystyle G}를 부분군으로 갖는 가장 작은 대칭군을 알려주지는 않는다. 예를 들어 {\displaystyle S_{3}}은 이미 위수 6의 대칭군이지만, 정칙표현으로 나타내면 위수 720의 대칭군인 {\displaystyle S_{6}}의 부분군으로 표현된다. 주어진 집합을 묻을 수 있는 가장 작은 대칭군을 찾는 것은 꽤 어려운 문제이다.

## 역사
케일리는 현대와 같은 군을 처음으로 정의한 사람이다. 그 전까지 군(group)은 오늘날의 순열군을 뜻하는 말이었다. 케일리의 정리는 두 개념이 동치임을 보여준다.
1911년에 윌리엄 번사이드는 케일리의 정리를 1870년에 카미유 조르당이 처음 발표했다고 했지만,
에릭 누멜라는 일반적으로 쓰이는 이름인 “케일리의 정리”라는 이름이 사실 더 알맞다고 본다. 케일리는 자신의 1854년 논문에서 군과 순열군 사이에 일대일 대응을 만들 수 있음을 보였지만, 그 대응이 군 준동형사상임을 명시적으로 증명하지는 않았다. 하지만 누멜라는 케일리가 조르당보다 16년 앞서 수학계에 이 결과를 알렸다고 지적한다.
이후 발터 뒤크가 1882년에 자기 책에 케일리의 정리를 실었고 번사이드의 책의 1897년 초판에서는 케일리의 정리를 증명한 사람이 뒤크라고 소개했다.

## 증명
군 {\displaystyle (G,*)}의 각 원소 {\displaystyle g}에 대해 함수 {\displaystyle f_{g}:G\to G}를 {\displaystyle f_{g}(x)=g*x}로 정의하자. 이 함수는 역함수 {\displaystyle f_{g^{-1}}}을 지니므로, {\displaystyle G} 위의 순열이고, {\displaystyle \operatorname {Sym} (G)}의 원소이다.
그러면 {\displaystyle K=\{f_{g}:g\in G\}}는 {\displaystyle \operatorname {Sym} (G)}의 부분군으로서 {\displaystyle G}와 동형이다. 이를 보이는 가장 빠른 방법은 함수 {\displaystyle T:G\to \operatorname {Sym} (G)}를 {\displaystyle T(g)=f_{g}}로 정의하는 것이다. 그러면 모든 {\displaystyle x\in G}에 대해
{\displaystyle (f_{g}\cdot f_{h})(x)=f_{g}(f_{h}(x))=f_{g}(h*x)=g*(h*x)=(g*h)*x=f_{g*h}(x)}
이므로,
{\displaystyle T(g)\cdot T(h)=f_{g}\cdot f_{h}=f_{g*h}=T(g*h)}
가 되어, {\displaystyle T}가 군 준동형사상임을 알 수 있다.
또 준동형사상 {\displaystyle T}는 단사인데, 왜냐하면 만약 {\displaystyle g*x=g'*x}라면 소거법칙에 의해 {\displaystyle g=g'}여야 하기 때문이다. 따라서 {\displaystyle G}는 {\displaystyle K}와 동형이다.

## 정칙표현
위 증명에서 {\displaystyle T}를 {\displaystyle G}의 정칙표현이라고 부른다. 또 {\displaystyle f_{g}(x)=g*x}를 {\displaystyle g}의 왼쪽 정칙표현이라고 하는데, {\displaystyle h_{g}(x)=x*g}로 정의되는 오른쪽 정칙표현을 사용해도 상관없다.
{\displaystyle G}의 항등원은 항등순열에 대응하고, 나머지 모든 원소는 교란순열에 대응한다. 이는 그 원소의 위수보다 낮은 지수의 거듭제곱인 원소도 마찬가지이므로, 각 원소는 똑같은 길이를 가진 순환치환들의 곱이다. 이때 순환치환의 길이는 그 원소의 위수와 같다. 각 순환치환의 원소들은 그 원소가 생성하는 부분군의 왼쪽 잉여류를 이룬다.
예를 들어 대칭군 {\displaystyle S_{3}}의 정칙표현은 다음과 같다.
| * | e | a | b | c | d | f | 순열 표현    |
| - | - | - | - | - | - | - | ------------ |
| e | e | a | b | c | d | f | e            |
| a | a | e | d | f | b | c | (12)(35)(46) |
| b | b | f | e | d | c | a | (13)(26)(45) |
| c | c | d | f | e | a | b | (14)(25)(36) |
| d | d | c | a | b | f | e | (156)(243)   |
| f | f | b | c | a | e | d | (165)(234)   |

## 참고 문헌
- Jacobson, Nathan (2009). 《Basic algebra》 2판. Dover. ISBN 978-0-486-47189-1..

## 같이 보기
- 요네다 보조정리
- 표현 정리